# András Csorba (actor)
András Csorba (n. 25 august 1927, Brăila, România – d. 24 august 1987, Târgu Mureș, România) a fost un actor român de etnie maghiară, care a lucrat, de asemenea, ca regizor de teatru și profesor universitar.
A făcut parte timp de 35 de ani din trupa Teatrului Secuiesc (ulterior Teatrul Național) din Târgu Mureș (1952-1987) și a predat la Institutul de Teatru „Szentgyörgyi István” începând din 1954, după mutarea sediului institutului de la Cluj la Târgu Mureș. A îndeplinit funcțiile de director al Teatrului de Stat din Târgu Mureș (1970-1973) și rector al Institutului de Teatru „Szentgyörgyi István” din Târgu-Mureș (1981-1987).

## Biografie

### Formarea profesională
S-a născut în 25 august 1927 în orașul Brăila din România, ca fiul al soților István și Berta Csorba. Mai mulți secui din Transilvania migraseră în Vechiul Regat după Unirea Transilvaniei cu România în căutarea unei vieți mai bune și formaseră colonii maghiare în orașele românești cu o economie dezvoltată. Tatăl lui András, István Csorba, un ucenic cizmar din satul Sândominic, obținuse la începutul anilor 1920 un loc de muncă la Brăila. Acolo a întâlnit-o pe Berta Csűdör, originară din satul Lunga, care lucra ca servitoare în casa unor boieri. Cei doi tineri secui s-au căsătorit și au avut împreună un copil numit András. În 1940 familia Csorba s-a întors în Transilvania și s-a stabilit în orașul Târgu Mureș, care fusese anexat recent Ungariei în urma Dictatului de la Viena.
András Csorba a urmat studii la Liceul Comercial Real din Târgu Mureș și a participat periodic în timpul studiilor liceale, alături de colegele Irma Erdős și Márta Ollender, la spectacole de teatru pentru amatori. Cu ocazia unui spectacol organizat în Palatul Apollo, cei trei tineri au fost remarcați de scriitorul János Kemény, care le-a sugerat să urmeze studii universitare în domeniu. András Csorba și Irma Erdős s-au înscris la Facultatea de Arte Dramatice a Institutului Maghiar de Artă din Cluj (devenit în 1950 Institutul de Teatru „Szentgyörgyi István” și mutat în 1954 la Târgu Mureș), iar Márta Ollender – devenită mai târziu Márta Csorba – la Facultatea de Economie a Universității Bolyai din Cluj. Calitățile actoricești ale lui Csorba au fost remarcate încă din primul an de facultate de profesorul și regizorul Miklós Tompa, care i-a încredințat rolul căpitanului Igor în spectacolul cu piesa Argilă și porțelan a dramaturgului leton Arvīds Grigulis, în care a jucat alături de György Harag, Béla Horváth, Loránd Lohinszky și Bella Tanai.

### Cariera artistică
A absolvit Institutul de Teatru „Szentgyörgyi István” din Cluj în 1952, cu rolul Andrei din spectacolul cu piesa Student în anul III de A. Borozina și A. Davidson, pus în scenă de regizorul Jenő Szentimrei, și, după absolvire, a fost angajat la Teatrul Secuiesc din Târgu Mureș, ce fusese înființat în 1946 de regizorul Miklós Tompa. A debutat pe scena Teatrului Secuiesc în toamna anului 1952, sub îndrumarea regizorului Ernő Szabó, în rolul Jóska Pintea din spectacolul cu piesa Furtună în munți a lui László Kiss și Dezső Kováts, iar în primăvara anului 1953, în cursul aceluiași sezon, a jucat cu succes rolul Riabinin din spectacolul Tinerețea părinților după Boris Gorbatov.
A trăit până la sfârșitul vieții la Târgu Mureș și a făcut parte din trupa Teatrului de Stat Secuiesc și, din 1978, a succesorului său legal, Teatrul Național. I-a avut ca parteneri pe scena teatrului din Târgu Mureș pe renumiții actori György Kovács, Margit Kőszegi, Ernő Szabó, Márton Andrási, Béla Lantos, Duci Szabó, László Kiss, Loránd Lohinszky, Ferenc Tamás, Ottó Jeney și Ottó Szabó. A fost director al Teatrului de Stat din Târgu Mureș în perioada 1970-1973, demisionând din propria sa voință.
Jocul său actoricesc a radiat forță atât în tragedii, cât și în dramele lirice sau chiar în dramele burgheze. András Csorba a interpretat numeroase roluri principale din dramaturgia maghiară și universală precum Don Carlos din Donna Diana de Agustín Moreto y Cabaña, Oreste din Dragostea mea, Electra de László Gyurkó, István Nagy Jr. din Învățătoarea de Sándor Bródy, Miklós Kis Misztótfalusi din Scuza de Lajos Szabó, Csongor din Csongor și Tünde de Mihály Vörösmarty, Budai Nagy Antal din piesa omonimă a lui Károly Kós, Callimaco din Mătrăguna de Niccolò Machiavelli, Andrei din Trei surori de Anton Cehov, Nil din Micii burghezi de Maxim Gorki, Basov din Vilegiaturiștii de Maxim Gorki, Nikita din Puterea întunericului de Lev Tolstoi, Petruchio din Îmblânzirea scorpiei de William Shakespeare, Macbeth din piesa omonimă a lui Shakespeare, Othello din piesa omonimă a lui Shakespeare, Stanley din Un tramvai numit dorință de Tennessee Williams și Tata din Jocul vieții și al morții în deșertul de cenușă de Horia Lovinescu și a devenit unul dintre cei mai apreciați actori maghiari din Transilvania, rămânând în memoria spectatorilor prin simțul neobișnuit al umorului. Istoricul literar Tibor Oláh susținea că stilul de interpretare al lui András Csorba este definit de un „talent înnăscut, instincte deosebit de puternice, temperament actoricesc și o cartografiere amănunțită a «ce, de ce, pentru ce», adică utilizarea conștientă a talentului abundent”, în timp ce armele lui sunt vocea, tehnica de vorbire, mișcarea și postura, care-l fac să obțină „identificarea fizico-mental-spirituală cu personajul”.
Csorba a jucat, de asemenea, în filme, interpretând rolul principal (Mihály Tímár) în filmul unguresc Omul de aur (1962), regizat de Viktor Gertler după romanul omonim al lui Mór Jókai, apoi rolul grofului Gáspár Kornis în filmul românesc Buzduganul cu trei peceți (1977), regizat de Constantin Vaeni. Filmul Omul de aur a devenit foarte popular în Ungaria, fiind difuzat des în cinematografele din această țară și inclus de numeroase ori în programele televiziunilor maghiare. Rolul interpretat de Csorba în acest film a contribuit la popularitatea sa ca actor, cu toate că interpretarea sa a fost, în mod paradoxal, una dintre cele mai criticate, fiind considerată „lipsită de greutate” de către istoricul de film László Kelecsényi. Din contra, interpretarea sa din filmul românesc Buzduganul cu trei peceți a fost elogiată de criticul Eva Sîrbu, care a consemnat că Ferenc Fábián, András Csorba și Ferenc Bencze „desfășoară o uluitoare știință a conciziei și concentrării de exprimare în roluri de mică întindere”.

### Activitatea didactică
După mutarea Institutului de Teatru „Szentgyörgyi István” de la Cluj la Târgu Mureș în 1954, András Csorba a devenit profesor universitar de artă dramatică și a contribuit la formarea unor viitori actori precum Éva Balogh, Károly László, Tamás Tóth și László Szamosközi. El a îndeplinit funcția de rector al institutului în perioada 1981-1987.
Cu toate că a trăit într-o perioadă de dictatură, András Csorba s-a manifestat ca un om din afara sistemului: a refuzat să condamne public Revoluția Ungară din 1956, a evitat să aducă laude regimului comunist și președintelui Ceaușescu în cuvântările ținute la deschiderea anului universitar, preferând să vorbească doar despre viața universitară și responsabilitatea intelectualilor, și a refuzat să facă compromisurile necesare pentru a obține o situație personală mai bună.
Starea lui de sănătate s-a înrăutățit în ultimii ani de viață. Csorba a suferit o operație la inimă, dar, după câteva luni de absență, s-a întors la universitate, fiind aplaudat minute în șir la sosire de către cadrele didactice, funcționarii și studenții aflați atunci în clădire. A murit la 24 august 1987 la Târgu Mureș, cu o zi înainte de a împlini vârsta de 60 de ani. A fost înmormântat în Cimitirul Romano-Catolic din Târgu Mureș în prezența reprezentanților tuturor trupelor teatrale maghiare din Transilvania și a unui număr mare de oameni, care au dorit să-i aducă un ultim omagiu.

## Roluri în piese de teatru
- Jó mulatást (spectacol de varietăți, 1953) — pacient / șef de secție
- Vannak még hibák (spectacol de varietăți, 1954) — Férfi
- Spectacol aniversar în cinstea artistei emerite Margit B. Kőszegi (1975) — Egor Bulîciov
- Ady Endre – poezii (Ady Endre – versek, recital de poezii ale lui Ady Endre, 1977)
- Aleksei Arbuzov: Tania — Ignatov
- Aurel Baranga: Arcul de triumf — Matei, fiul familiei Zapan, soțul Magdei
- Aurel Baranga: Rețeta fericirii — Dan
- Bertolt Brecht: Ascensiunea lui Arturo Ui poate fi oprită — Dogsborough, cârciumar, membru al Consiliului Municipal
- Sándor Bródy: A dada — polițistul
- Sándor Bródy: Învățătoarea — István Nagy Jr. / medicul
- I.L. Caragiale: O scrisoare pierdută — Zaharia Trahanache
- Anton Cehov: Platonov — Osip
- Anton Cehov: Trei surori — Andrei
- Gergely Csiky: Paraziții — Károly Darvas
- Lucia Demetrius: Oameni de azi — dr. Vasile Murgu, medic al casei de sănătate din Găvan
- Dorel Dorian: Oricât ar părea de ciudat — Nicolae Roșca
- Paul Everac: Camera de alături — Marcel Bondoc
- Paul Everac: Simple coincidențe — Emil
- Paul Everac: Ștafeta nevăzută — Dobrian
- Ivan Franko: Fericirea furată — tânărul dansator
- Aleksandr Gladkov: Revelion — Sahov, pilot
- Boris Gorbatov: Tinerețea părinților — Stepan Riabinin
- Maxim Gorki: Micii burghezi — Nil, fiul adoptat al lui Besemenov
- Maxim Gorki: Vilegiaturiștii — Serghei Vasilievici Bajov, avocat
- László Gyurkó: Dragostea mea, Electra — Oreste
- Kipphardt Heimar: Se caută urgent un Shakespeare — dramaturgul Raban
- Jenő Heltai: Cavalerul mut — Péter Agárdi, erou maghiar
- Ágoston Horváth: Varga Katalin — Melinte
- Gyula Illyés: Făclia — Sebő Vukovics
- Konstantin Isaev – Aleksandr Galici: La telefon Taimirul — Giujikov, directorul economic al construcțiilor din Taimîr / Misian, operator radio
- Peter Karvaš: Liturghia de la miezul nopții — Brecker, ofițer german
- Elemér Kincses: Porond — Péter, un aruncător de cuțite la circul Nova
- László Kiss – Dezső Kováts: Furtună în munți — tăietorul de lemne Jóska Pintea / mașinistul Balázs Jakabos / inginerul feroviar Lajos Lónyai
- Heinrich von Kleist: Amphitryon — Amphitryon, general din Teba
- Károly Kós: Budai Nagy Antal — Budai Nagy Antal
- István Kocsis: Ușa nu e încuiată — Károly
- György Kovács – Eugen Mirea: Ultimul tren — Imre Szabó, fiul văduvei
- Gyula Krúdy: Poștalionul roșu — Eduárd Alvinczy
- Boris Lavreniov: Ruptura — stegarul I
- Corneliu Leu: Femeia fericită — Gherasim
- Horia Lovinescu: Citadela sfărâmată — pilotul Dan Pleșa
- Horia Lovinescu: Jocul vieții și al morții în deșertul de cenușă — Tata
- Horia Lovinescu: Petru Rareș — sultanul Soliman Magnificul
- Niccolò Machiavelli: Mătrăguna — Callimaco
- Imre Madách: Tragedia omului — domnul
- György Méhes: Noi, bărbații — Péter
- Molière: Tartuffe — Damis, fiul lui Orgon
- Agustín Moreto y Cabaña: Donna Diana — Don Carlos
- Zsigmond Móricz: Chef boieresc — Kudora / Malmossy
- Zsigmond Móricz: Fii bun până la moarte — directorul liceului
- Zsigmond Móricz: Nu pot trăi fără muzică — moșierul Balázs
- Zsigmond Móricz: Pasărea mică — stăpânul casei
- Tudor Mușatescu: ...escu — generalul Stamatescu
- István Nagy: Înainte de potop — Bojan
- Richard Nash: Omul care aduce ploaia — Fille, ajutorul de șerif
- Branislav Nušić: Doamna ministru — Széda, ginerele lui Szima Popovics
- Eugene O'Neill: Lungul drum spre casă — Olsen
- Reginald Rose: 12 oameni furioși — juratul nr. 3
- Edmond Rostand: Cyrano de Bergerac — căpitanul Carbon de Castel-Jaloux
- Friedrich Schiller: Don Carlos — Marele Inchizitor
- George Bernard Shaw: Discipolul diavolului — Richard Dudgeon
- William Shakespeare: A douăsprezecea noapte — Sir Toby, unchiul Oliviei
- William Shakespeare: Îmblânzirea scorpiei — Petruchio, gentleman din Verona
- William Shakespeare: Macbeth — Macbeth
- William Shakespeare: Othello — Othello
- Konstantin Simonov: Un flăcău din orașul nostru — Sevastianov
- András Sütő: Nuntă la castel — József (Jóska) Demeter, agronom la G.A.C. „Spicul roșu”
- Lajos Szabó: Fidelitate — dr. István Tamás, medic generalist
- Lajos Szabó: Refugiul — Gábor Kenderes, student medicinist
- Lajos Szabó: Scuza — Miklós Kis Misztótfalusi
- Áron Tamási: Curcubeu înșelător — domnul Tibád, negustor în sat
- Constantin Teodoru: Partea leului — Varlaam, inginer șef
- Lev Tolstoi: Puterea întunericului — Nikita
- Petru Vintilă: Cine ucide dragostea — maiorul Felix
- Vsevolod Vișnevski: Tragedia optimistă — Aleksei, marinar clasa I al Flotei Baltice
- Tiberiu Vornic – Ioana Postelnicu: Împărăția lui Machidon — Nicolae, fiul lui Machidon Olteanu
- Mihály Vörösmarty: Csongor și Tünde — tânărul erou Csongor
- Tennessee Williams: Noaptea iguanei — Hank
- Tennessee Williams: Un tramvai numit dorință — Stanley
- Friedrich Wolf: Profesorul Mamlock — Ernst
- G. M. Zamfirescu: Domnișoara Nastasia — Vulpașin

## Filmografie
- Omul de aur (1962) — Mihály Tímár
- Buzduganul cu trei peceți (1977) — groful Gáspár Kornis

## Distincții
- Ordinul Muncii clasa a III-a (12 ianuarie 1957) „cu ocazia aniversării a 10 ani de la înființarea Teatrului Secuiesc de Stat din Tîrgu Mureș și pentru merite deosebite în activitatea artistică”[22]
- Ordinul „Meritul Cultural” clasa a IV-a (6 noiembrie 1967) „pentru merite deosebite în domeniul artei dramatice”[23]